# Судебная система Украины
Суде́бная систе́ма Украи́ны — совокупность всех судов государства, основанных на единых началах организации и деятельности и осуществляющих судебную власть.
Судебную систему Украины составляют суды общей юрисдикции и Конституционный Суд Украины, который является единственным органом конституционной юрисдикции. Суды общей юрисдикции образуют единую систему судов, которая состоит из общих и специализированных судов. Создание чрезвычайных и особых судов не допускается (статья 125 Конституции Украины).
Третейские суды входят в судебную систему Украины.
Характерными признаками судебной системы Украины является ее приспособленность к административно-территориальному устройству, различные уровни производства. 
По мнению аналитиков американского Центра стратегических и международных исследований, высокий уровень коррупции (см. коррупция на Украине) в украинской судебной системе является существенной проблемой. Это нашло отражение в обзорном отчёте для американо-европейского партнёрства, в котором дана оценка 16 лет украинской независимости (данные за 2008 год). Как полагают составители данного документа, украинские суды открыты к ведению торговли решениями, которые принимаются в угоду тому, кто больше за них заплатит. Всё судопроизводство пропитано взяточничеством, а сама законодательная база крайне плохо написана и нередко сама себе противоречит, что позволяет произвольно интерпретировать законы. 

## Ссылка
- Судова влада України — офіційний веб-портал
- Офіційний сайт Вищої ради юстиції України Архивная копия от 10 июля 2016 на Wayback Machine
- Конституційний Суд України — офіційний веб-сайт
- Верховний Суд України — інформаційний сервер
- Вищий господарський суд України — офіційний веб-сайт
- Вищий адміністративний суд України — офіційний веб-сайт
- Рекомендації органів Ради Європи щодо судової реформи в Україні
- Meddling with justice: competitive politics, impunity, and distrusted courts in post-Orange Ukraine. Demokratizatsiya. Дата обращения: 19 ноября 2018.
- Dualism of Ukrainian Commercial courts: exploratory study. Hague Journal on the Rule of Law. Дата обращения: 19 ноября 2018.
- Patronal politics, judicial networks and collective judicial autonomy in post-Soviet Ukraine. International Political Science Review. Дата обращения: 19 ноября 2018.